# Killester
Killester är en stadsdel i Irlands huvudstad Dublin. Killester ligger 24 meter över havet och antalet invånare är 5 099.